# ジェーン・ザ・ヴァージン
『ジェーン・ザ・ヴァージン』（原題: Jane the Virgin）は、2014年から2019年に放送されたアメリカ合衆国のテレビドラマ。The CWで2014年10月13日に放送が開始された。2019年7月31日に最終第5シーズンで終了した。

## 登場人物

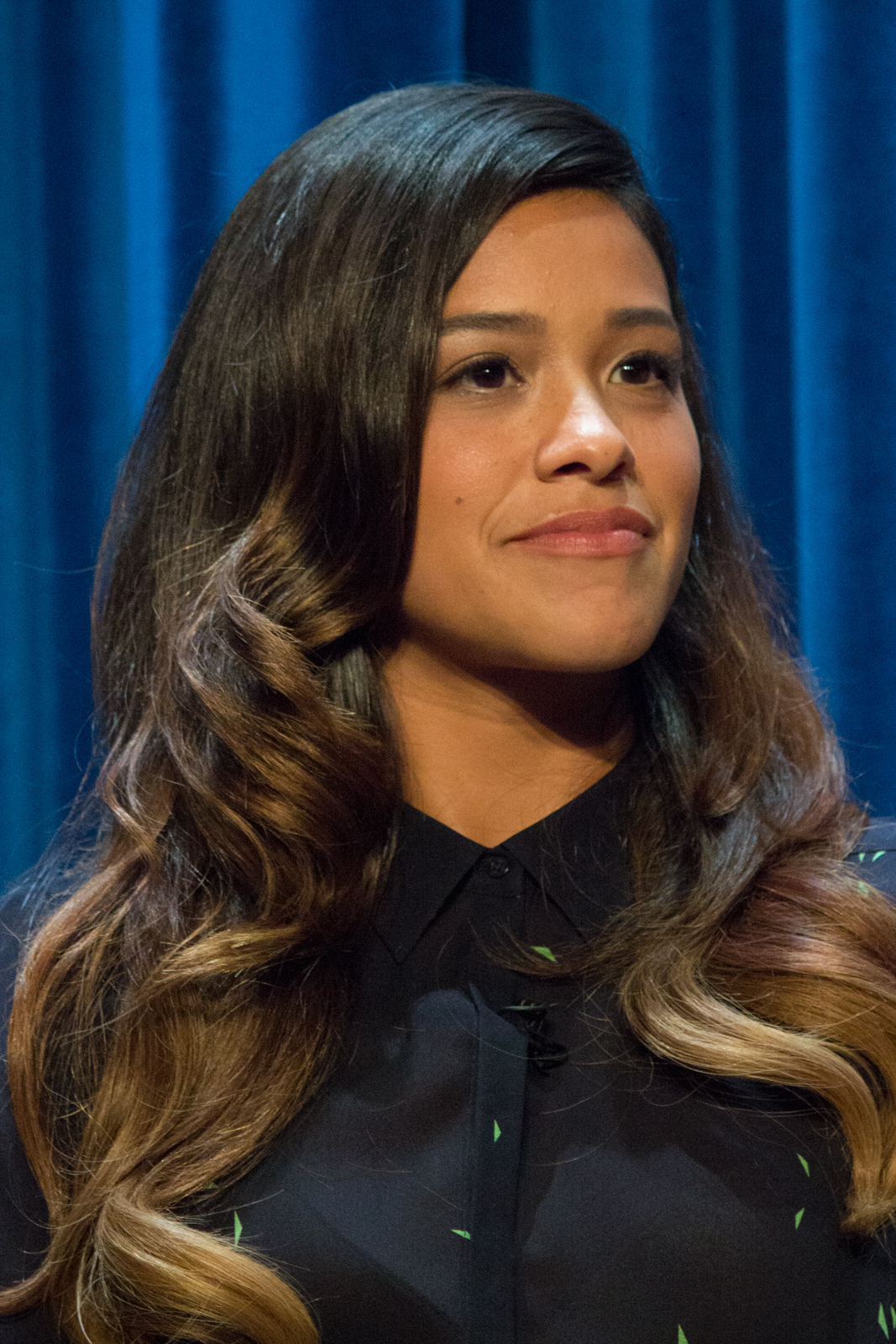
主演のジーナ・ロドリゲス

ジェーン・グロリアーナ・ヴィヤヌエヴァ
演 - ジーナ・ロドリゲス
ヒロインで、ホテルウーマン。病院のミスで人工受精をさせられたのち、妊娠してしまう。
ショマラ・グロリアーナ・ヴィヤヌエヴァ
演 - アンドレア・ナベド
ジェーンの母親で、ダンス講師。10代でジェーンを出産した。
ラファエル・ソラノ
演 - ジャスティン・バルドーニ
ホテル社長で、ジェーンの子供の父親。
やがて、ジェーンに惹かれる。
ペトラ・ソラノ
演 - ヤエル・グロブラス
ラファエルの妻。財産目的でラファエルに接近。
アルバ・グロリアーナ・ヴィヤヌエヴァ
演 - イボンヌ・コル
ジェーンの祖母。
マイケル・コルデロ・ジュニア
演 - ブレット・ディアー
ジェーンの恋人。
ロヘリオ・デ・ラ・ベガ
演 - ハイメ・カミル
ジェーンの父親。俳優。
マテオ・グロリアーノ・ロヘリオ・ソラノ・ヴィヤヌエヴァ
演 - エリアス・ヤンセン

## シリーズ
| シーズン | シーズン | 話数 | 話数 | 放送期間       | 放送期間      |
| シーズン | シーズン | 話数 | 話数 | 初回放送       | 最終回放送    |
| -------- | -------- | ---- | ---- | -------------- | ------------- |
|          | 1        | 22   | 22   | 2014年10月13日 | 2015年5月11日 |
|          | 2        | 22   | 22   | 2015年10月12日 | 2016年5月16日 |
|          | 3        | 20   | 20   | 2016年10月17日 | 2017年5月22日 |
|          | 4        | 17   | 17   | 2017年10月13日 | 2018年4月20日 |
|          | 5        | 19   | 19   | 2019年3月27日  | 2019年7月31日 |

## 韓国版
韓国のSBSに放送されていた韓国のリメイクテレビドラマ。2022年5月9日から同年6月21日まで放送された。

### キャスト

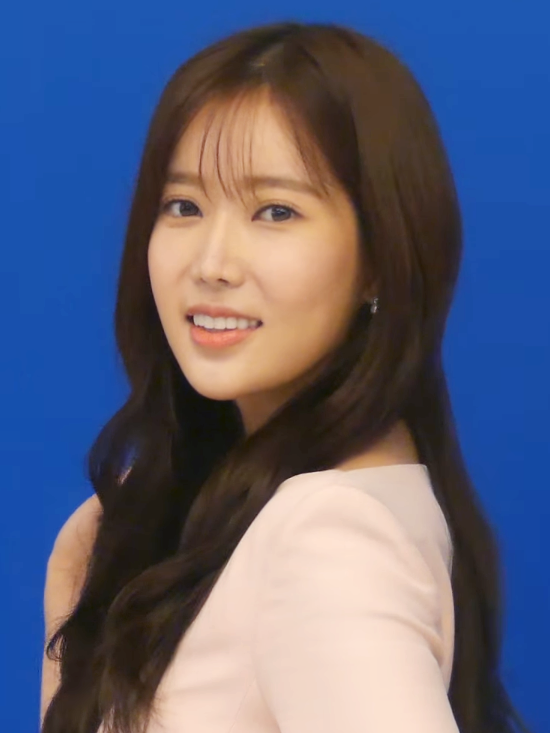
韓国版出演のイム・スヒャン

#### 主要人物
オ・ウリ（ジェーン・グロリアーナ・ヴィヤヌエヴァに相当）
演 - イム・スヒャン
アシスタント作家。突然、妊娠する。
ラファエル（ラファエル・ソラノに相当）
演 - ソンフン
ダイヤモンド化粧品代表。
イ・ガンジェ（マイケル・コルデロ・ジュニアに相当）
演 - シン・ドンウク
ウリの恋人、刑事。
イ・マリ（ペトラ・ソラノに相当）
演 - ホン・ジユン
ラファエルの妻。結婚詐欺師。

### ウリの家族
オ・ウンラン（ショマラ・グロリアーナ・ヴィエヌエヴァに相当）
演 - ホン・ウニ
ウリの母、ギニョの娘。声楽講師。
ソ・ギニョ（アルバ・グロリアーナ・ヴィヤヌエヴァに相当）
演 - ヨン・ウンギョン
ウリの祖母。トンカツ店経営。

### その他
理事長
演 - チュ・ジンモ
ラファエルの父。ダイヤモンド財団理事長。
ピョン・ミジャ
演 - ナム・ミジョン
マリの母。詐欺師。